# Brookesia karchei
Brookesia karchei is een hagedis uit de familie kameleons (Chamaeleonidae).

## Naam en indeling
Het is een van de kortstaartkameleons uit het geslacht Brookesia. De wetenschappelijke naam van de soort werd voor het eerst voorgesteld door Édouard Raoul Brygoo, Patrick Blanc en Charles Domergue in 1970. De soortaanduiding karchei is een eerbetoon aan Jean-Paul Karche.

## Verspreiding en habitat
De kameleon komt endemisch voor in noordelijk Madagaskar. De habitat bestaat uit de strooisellaag van vochtige tropische bossen. De soort is aangetroffen op een hoogte van ongeveer 380 tot 850 meter boven zeeniveau.

## Beschermingsstatus
Door de internationale natuurbeschermingsorganisatie IUCN is de beschermingsstatus 'bedreigd' toegewezen (Endangered of EN).